# Capsodes gothicus
Capsodes gothicus är en insektsart som först beskrevs av Carl von Linné 1758.  Capsodes gothicus ingår i släktet Capsodes, och familjen ängsskinnbaggar. Arten är reproducerande i Sverige.

## Bildgalleri

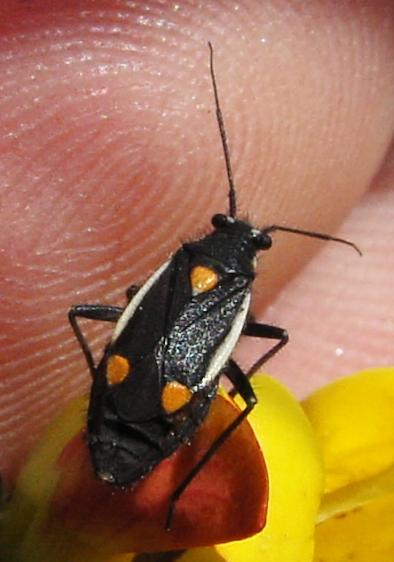